# 바바 라만
압둘 라만 바바(영어: Abdul Rahman Baba, 1994년 7월 2일 ~ ) 또는 바바 라만은 그리스 수페르리가 엘라다의 PAOK와 가나 축구 국가대표팀에서 레프트 백으로 뛰고 있는 가나의 축구 선수이다.